# Малая Умрихина
Малая Умрихина — деревня в Октябрьском районе Курской области России. Входит в состав Старковского сельсовета.

## География
Деревня находится в центральной части Курской области, в пределах Среднерусской возвышенности, в лесостепной зоне, на правом берегу реки Сухая Рогозна (левый приток реки Рогозны), на расстоянии примерно 15 километров (по прямой) к северо-западу от Прямицына, административного центра района. Абсолютная высота — 186 метров над уровнем моря.

### Климат
Климат характеризуется как умеренно континентальный, с тёплым летом и умеренно холодной зимой. Среднегодовая температура воздуха — 5,7 °С. Средняя температура воздуха самого тёплого месяца (июля) — 18,7 °C (абсолютный максимум — 37 °С); самого холодного (января) — −9,3 °C (абсолютный минимум — −38 °С). Безморозный период длится около 152 дней в году. Среднегодовое количество атмосферных осадков составляет 563 мм, из которых большая часть выпадает в тёплый период. Снежный покров держится в течение 110—120 дней.

### Часовой пояс
Деревня Малая Умрихина, как и вся Курская область, находится в часовой зоне МСК (московское время). Смещение применяемого времени относительно UTC составляет +3:00.

## Население
| 2002 | 2010 |
| ---- | ---- |
| 15   | ↘11  |

### Половой состав
По данным Всероссийской переписи населения 2010 года в половой структуре населения мужчины составляли 36,4 %, женщины — соответственно 63,6 %.

### Национальный состав
Согласно результатам переписи 2002 года, в национальной структуре населения русские составляли 100 %.

## Инфраструктура
Личное подсобное хозяйство. В деревне 15 домов.

## Транспорт
Малая Умрихина находится в 17 км от автодороги федерального значения М2 «Крым» (часть европейского маршрута E 105), в 15 км от автодороги регионального значения 38К-017 (Курск — Льгов — Рыльск — граница с Украиной), в 1,5 км от автодороги межмуниципального значения 38Н-073 (Дьяконово — Старково — Соколовка), в 17 км от ближайшего ж/д остановочного пункта 433 км (линия Льгов I — Курск).
В 135 км от аэропорта имени В. Г. Шухова (недалеко от Белгорода).